# Завгородний, Василий Петрович
Василий Петрович Завгородний (род. 3 апреля 1922, Афанасьевка, Херсонский уезд) — советский хозяйственный, государственный и политический деятель.

## Биография
Родился в 1922 году в селе Афанасьевка. Член КПСС.
Участник Великой Отечественной войны, борт-механик 989-го ночного ближнебомбардировочного авиаполка Западного, 1-го Украинского фронтов, комсорг полка 17-й Воздушной армии. С 1947 года — на хозяйственной, общественной и политической работе. В 1947—1993 гг. — пропагандист, заведующий отдела пропаганды и агитации Сталинского райкома КПУ города Харькова, лектор, руководитель лекторской группы, заместитель заведующего, заведующий отдела пропаганды и агитации, заведующий отдела оргпартработы, 1-й секретарь Xарьковского горкома КП Украины, председатель комиссии партийного контроля Харьковского обкома КП Украины.
Делегат XXV съезда КПСС.
Умер после 2000 года.